# Àngel Samblancat i Salanova
Àngel Samblancat i Casanova (Graus, Ribagorça, 1 de març del 1885 - Ciutat de Mèxic, 24 de febrer del 1963) va ser un polític anarquista i nacionalista aragonès.

## Biografia
Fill d'una família petit burgesa carlina, fou internat en un seminari, però es va escapar i s'establí a Barcelona quan era infant, i estudià dret a la Universitat de Barcelona. Es va moure entre cercles anarquistes, i col·laborà als diaris El Intransigente (1913), La Ira (amb Federico Urales), El Diluvio, Solidaridad Obrera, La Publicidad, L'Esquella de la Torratxa, El Mercantil Valenciano i La Campana de Gràcia. També va escriure diversos llibres de caràcter anarquitzant i anticlerical.
El 1914 fou candidat a Corts per la candidatura Renovació Republicana, amb el doctor Jaume Queraltó i Ros. L'abril de 1915 ingressà al Bloc Republicà Autonomista, el 1916 va formar part de la candidatura Reivindicació Republicana Autonomista amb Gabriel Alomar i Francesc Layret, i el 1917 milità en el Partit Republicà Català. Es va apropar a la CNT i participà en la vaga general de 1917, raó per la qual el 1919 fou desterrat a Madrid. El 1930 signà el Manifest d'Intel·ligència Republicana i fou membre del Comitè Pro Llibertat, i fou elegit diputat per la província de Barcelona a les eleccions generals espanyoles de 1931 dins l'ERC, però que abandonà per a formar l'Extrema Esquerra Republicana amb Eduardo Barriobero y Herrán.
En esclatar la guerra civil espanyola, participà en la confiscació del Palau de Justícia. Fou el primer president de l'Oficina Jurídica creada l'agost del 1936, i després del Tribunal Popular Especial que actuà en el vapor Uruguai, que fou el braç de la justícia revolucionària. En acabar la guerra es va exiliar a Mèxic.

## Obres
- Bocanadas de fuego (1920)
- La violencia. Renovación proletaria (1923)
- Jesús atado a la columna (1925)
- La ascensión de María Magdalena (1927)
- El aire podrido. El ambiente social de España durante la Dictadura (1930)
- Hubo una Francia (1945)
- Caravana nazarena. Éxodo y odisea de España (1936-1940)